# Carl Van Dyke
Carl Chester Van Dyke, född 18 februari 1881 i Alexandria, Minnesota, död 20 maj 1919 i Washington, D.C., var en amerikansk politiker (demokrat). Han var ledamot av USA:s representanthus från 1915 fram till sin död.
Van Dyke efterträdde 1915 Frederick Stevens som kongressledamot, avled 1919 i ämbetet och efterträddes av Oscar Keller.
Van Dyke ligger begravd på begravningsplatsen Forest Lawn Memorial Park i Maplewood.